# Ion Dolănescu
Ion Dolănescu (Jugureni, 25 gennaio 1944 – 19 marzo 2009) è stato un cantante e politico rumeno.

## Biografia
Nato nel distretto di Dâmbovița, dopo il diploma seguì i corsi della Scuola popolare d'arte.
Si sposò tre volte: con Iustina Băluţeanu, con Maria Ciobanu (con la quale ebbe il figlio Ionuț) e Margarita Valenciano (costaricana, che gli diede il suo secondo figlio Dragoș). Nella sua carriera artistica registrò più di 50 dischi.
Nella legislatura 2000-2004 venne eletto deputato nelle file del Partito Romania Grande (PRM) e fu membro del Comitato per cultura, arte e mass media.
È morto a 65 anni per un infarto.

## Discografia
- M-am născut printre Carpaţi
- Gorjule, grădină dulce
- De când sunt pe-acest pământ
- Mândro, când ne iubeam noi
- Să-mi trăiască nevestica
- Neuitata mea, Maria
- Au, lele, vino-ncoa (with Maria Ciobanu (singer))
- Face-m-aş privighetoare (with Maria Ciobanu)
- Pe sub dealul cu izvorul (with Maria Ciobanu)
- Pe sub creanga visinie
- Tare-i dulce porcul de craciun (with Vali Vijelie)
- Mare ti gradina Doamne, iar eu din ea fac parte!
- Hora de zambalagii
- Si-am murit si am trait
- Cu paharu` nu-ti mai trece doru
- Iarna nu-i ca vara